# Plastkomposit

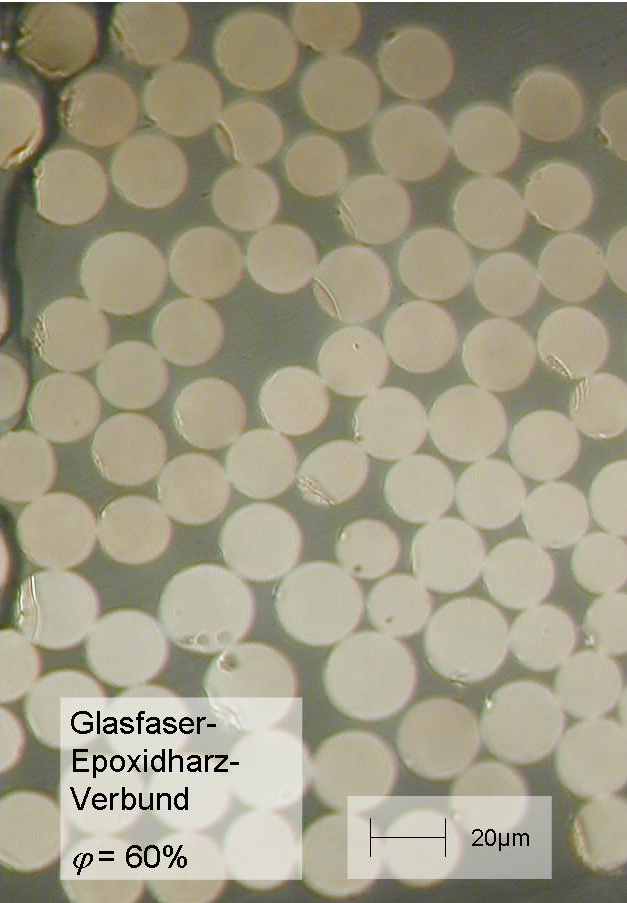
Mikroskopisk bild av ett kompositmaterial.

Plastkompositer, även kallade armerade plaster (AP), är syntetiska material som får sina fysikaliska egenskaper genom samverkan mellan en plastmassa (till exempel poly- eller vinylester eller epoxi) och ett armeringsmaterial (till exempel kol-, aramid-, eller glasfiber).
Plastkompositer används för båtbygge, bilkarosser, flygplan, tennisracketar, tandfyllningar med mera.